# 레이먼드 챈들러
레이먼드 손턴 챈들러(Raymond Thornton Chandler, 1888년 7월 23일 ~ 1959년 3월 26일)는 미국의 범죄소설 작가로서 현대 범죄소설 분야에 거대한 영향을 끼쳤다. 특히 그가 구사한 문체와 등장인물의 유형은 그대로 그 장르의 특징이 되었고, 소설 속의 주인공인 필립 말로(Philip Marlowe)는 대실 해미트의 샘 스페이드(Sam Spade)와 함께 사립탐정의 대명사가 되었다.

## 전반
1888년 일리노이주 시카고 시에서 태어났지만, 그의 생부(철도회사에서 일하는 알콜중독자였다고 한다)가 집을 나간 뒤 아일랜드 출생인 어머니와 함께 1895년 영국으로 이주했다. 마침 성공한 변호사인 삼촌이 그들을 도와줬다. 1900년에 덜위치 대학(Dulwich College)에 입학하여 제대로 된 교육을 받았다. 하지만 학교에 출석하는 것보다는 주변의 프랑스나 독일에서 더 많은 시간을 보냈다. 1907년 공무원시험을 보기 위해 영국 국적을 취득했는데, 시험은 우수한 성적으로 통과할 수 있었다. 영국 해군성에서 약 일 년남짓 일하는 동안 첫 번째 시집을 냈다.
공무원의 근무분위기가 싫어서 그만두었는데 이것은 가족들의 분노를 샀다. 저널리스트나 출판업자로서 활동했지만 별로 두각을 나타내지 못했고, 다만 낭만파 시를 쓰는 작업은 계속했다. 훗날 그는 다난했던 당시를 회상하면서 “물론 지금과 마찬가지로 그 당시는 똑똑한 젊은이들이 수많은 문학주간지를 통해서 프리랜서로 돈을 벌 수 있었다. 그러나 나는 분명히 똑똑한 젊은이가 아니었다. 행복하지도 않았다.”라고 말했다.
1912년 삼촌에게서 돈을 빌려 (삼촌은 조카로부터 이자와 함께 원금을 돌려받기를 기대했다) 미국으로 돌아왔고 로스앤젤레스에 정착했다. 한동안은 테니스라켓 줄을 매는 일이나 과일을 따는 일을 하면서 어렵게 외로운 내핍생활을 해야만 했다. 결국 회계에 관한 통신교육과정을 시작하고 정해진 일정보다 앞당겨 졸업을 하고서는 안정적인 일자리를 잡을 수 있었다. 1917년 미국이 1차 세계대전에 참전하게 되자, 캐나다방면 원정대에 입대하였고, 프랑스에서 복무하게 되었다. 영국에서 항공훈련을 받는 중에 종전(終戰)을 맞았다.
전쟁이 끝나고 로스앤젤레스에 돌아와서 시시 파스칼(Cissy Pascal)과 사랑에 빠졌는데, 그녀는 18살 연상에 게다가 기혼자였다. 마침 로스앤젤레스에 있던 그의 어머니는 이들의 결합을 반대했지만 1923년 9월 26일 그녀가 세상을 떠나자, 1924년 두사람은 결혼하였다. 1932년 회계업무라는 직업적 경력을 계속 살려서 대브니 석유회사(Dabney Oil syndicate)의 부사장이 되었지만, 지나친 음주습관과 근무중 자리를 비운다든가, 자살소동을 벌인다든가 함으로써, 일년 정도만에 실직하였다.

## 펄프 픽션과 할리우드

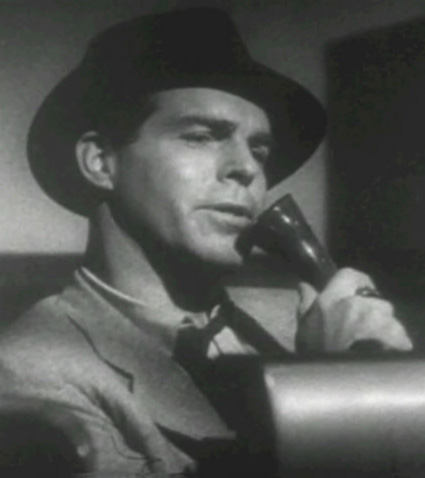
〈Double Indemnity〉,
프레드 맥머리(Fred MacMurray)

자신의 재능을 살리는 쪽으로 생활비를 벌기 위해 펄프 픽션을 쓰기로 결심, 최초의 소설인 《협박자는 쏘지 않는다》(Blackmailers Don't Shoot)를 완성하여 1933년 블랙마스크(Black Mask)지에 실리게 되었다. 최초의 장편소설은 《거대한 잠》, 1939년에 출간되었다. 다행히 책이 잘 팔렸고 그는 할리우드로 갔다.
1944년, 제임스 M. 케인의 《이중배상》(Double Indemnity)을 빌리 와일더 감독과 공동으로 각색하였다. 그 자신이 만든 영화 대본으로는 《블루 달리아》(The Blue Dahlia, 1946년)가 있다. 또한 앨프리드 히치콕의 《열차 안의 낯선 자들》(퍼트리샤 하이스미스 원작)의 극본 작업에 일원으로 참여하였다. 이 즈음 챈들러 부부는 캘리포니아주, 샌디에이고카운티의 부유한 해안도시인 라 호야(La Jolla)로 이주하였다.

## 후반
아내가 오랜 지병을 앓는 중에도 《기나긴 이별》을 써낼 수 있었다. 그러나 1954년 아내가 죽자, 좌절하고 외로워진 끝에 다시 술에 손을 대기 시작했는데 다시는 끊지 못했다. 자연히 작업의 질과 양은 낮아졌다.
1955년 자살을 시도했는데 《오랜 포옹, 레이먼드 챈들러와 그가 사랑한 여인들》(The Long Embrace: Raymond Chandler and the Woman He Loved)의 작가 주디스 프리먼(Judith Freeman)에 따르면 일종의 '도움을 바라는 호소'였던 것으로 보인다. 본인이 미리 경찰에 신고를 해서 자살을 계획하고 있다고 말했기 때문이다. 챈들러의 공적, 사적인 삶은 그가 사랑한 여인들로 인해 도움이 되기도, 동시에 복잡하게 되기도 했다. 헬가 그린(Helga Greene, 그의 문학 에이전트), 진 프랑카세(Jean Fracasse, 비서), 소니아 오웰(Sonia Owell, 조지 오웰의 미망인), 나타샤 스펜더 (Natasha Spender, 스티븐 스펜더의 부인) 등이 그들이다 (뒤의 두 사람은 그를 동성애자라고 여겼다).
영국으로 갔다가 다시 라 호야로 돌아온 그를 기다린 것은 죽음이었다. 스크립스 메모리얼 병원(Scripps Memorial Hospital)에서 폐 말초혈관쇼크(pneumonial peripheral vascular shock)와 전신장 요독증(pre-renal uremia)으로 사망하였다. 향년 70세. 헬가 그린이 진 프랑카세와 법정에서 다툼을 벌인 끝에 챈들러의 재산을 상속했다. 유해는 샌디에이고, 마운트 호프(Mount Hope) 묘지에 묻혔다.

## 작가들의 평
노벨문학상 후보 명단에 이름을 오르내리는 일본 소설가 무라카미 하루키는 "나는 챈들러의 <<기나긴 이별>>을 12번이나 읽었고 그는 나의 영웅이다"고 말했다.
<<뉴욕 3부작>>으로 유명한 브룩클린의 소설가 폴 오스터 역시 "그는 미국을 이야기하는 새로운 방식을 고안해냈고, 이후 미국을 예전과 같은 시선으로 바라볼 수 없게 되었다"고 했다.
한국의 소설가 윤대녕도 제주도에서 신작을 몰두하면서 챈들러의 작품을 비롯한 미국 소설들을 전혀 새로운 시선으로 다시 읽게 되었다고 말한 바 있다.
신예 소설가 정이현도 "설록 홈즈와 필립 말로(챈들러 소설의 주인공 이름) 둘을 한 공간에 나란히 세워놓고 뭇 여성들에게 '남자'로서 하나를 고르라고 한다면, 대부분 망설임 없이 말로 쪽을 택할 것이다. 이유는 단순하다. 여자란 원래 더 매력적인 남자 쪽을 좋아하기 마련이니까"라고 썼다.

## 장편
- 《깊은 잠, The Big Sleep》 (1939).
- 《안녕 내사랑, Farewell, My Lovely》 (1940).
- 《하이 윈도, The High Window》 (1942).
- 《호수의 여인, The Lady in the Lake》 (1943).
- 《리틀 시스터, The Little Sister》 (1949).
- 《기나긴 이별, The Long Goodbye》 (1954).
- 《Playback》 (1958).
- 《Poodle Springs》 (1959) (미완의 원고를 로버트 파커(Robert B. Parker)가 1989년에 완성하였다).

## 단편
| - 《Blackmailers Don't Shoot》 (1933) - 《Smart-Aleck Kill》 (1934) - 《Finger Man》 (1934) - 《Killer in the Rain》 (1935) - 《Nevada Gas》 (1935) - 《Spanish Blood》(1935) - 《The Curtain》 (1936) - 《Guns at Cyrano's》 (1936) - 《Goldfish》 (1936) - 《The Man Who Liked Dogs》 (1936) - 《Pickup on Noon Street》 (1936) | - 《Mandarin's Jade》 (1937) - 《Try the Girl》 (1937) - 《Bay City Blues》 (1938) - 《The King in Yellow》 (1938)- 로버트 챔버스(Robert W. Chambers)의 동명소설과 다름. - 《Red Wind》 (1938) - 《The Lady in the Lake》 (1939) - 《Pearls Are a Nuisance》 (1939) - 《Trouble is My Business》 (1939) - 《No Crime in the Mountains》 (1941) - 《The Pencil》 (1959) |

## 같이 보기
- 하드보일드
- 필름 누아르